# Lucrecia Romana (Lucas Cranach el Viejo)
Lucrecia romana, antes llamada Lucrecia, del pintor alemán Lucas Cranach el Viejo es una obra del siglo XVI, que representa el suicidio de la célebre romana Lucrecia. Esta pintura se exhibe en el Museo Soumaya en la Ciudad de México.

## Obra
De carácter manierista, este óleo representa el suicidio de la heroína romana Lucrecia después de ser violada por Sexto Tarquino, hijo del último rey de Roma. Puede notarse en ella una mezcla de dolor y erotismo; también se destacan elementos textiles, pieles, y joyas al cuello y muñeca. La maestría de la obra puede notarse por las transparencias y el cuidado del trabajo de los vestidos. El movimiento espiral de su cuerpo es una de las características de las mujeres que representó Cranach en sus obras, así como la bella cara redonda y mentón pronunciado. 
Es posible que en su realización hayan colaborado los dos Lucas Cranach, tanto padre como hijo. Hay una obra próxima a esta versión, que es la Lucrecia de Lucas Cranach el Viejo, ubicada en el Künstmuseum de Basilea.
La violación y suicidio de Lucrecia han sido objeto de numerosas representaciones en las artes plásticas, incluyendo entre ellas obras de Tiziano, Rembrandt, Durero, Rafael o Botticelli. La poetisa mexicana Sor Juana Inés de la Cruz dedicó algunos sonetos a Lucrecia. Este es un fragmento del soneto Engrandece el hecho de Lucrecia.

¡Oh famosa Lucrecia, gentil dama,
de cuyo ensangrentado noble pecho
salió la sangre que extinguió, a despecho
del Rey injusto, la lasciva llama!
Sor Juana Inés de la Cruz